# La Rochette (Alpes-de-Haute-Provence)
La Rochette település Franciaországban, Alpes-de-Haute-Provence megyében. Lakosainak száma 72 fő (2022. január 1.). La Rochette Val-de-Chalvagne, Entrevaux, Saint-Pierre, Amirat, Collongues, La Penne és Sallagriffon községekkel határos.

## Népesség
A település népességének változása:
| Lakosok száma | 74   | 41   | 48   | 54   | 64   | 66   | 70   | 75   | 74   | 72   |
|               | 1968 | 1982 | 1990 | 2006 | 2013 | 2015 | 2017 | 2019 | 2020 | 2022 |